# Фёдор Фёдорович Серпилин
Фёдор Фёдорович Серпи́лин (1895, с. Николаевская Тума Касимовского уезда Рязанской губернии, — август 1944, Второй Белорусский фронт), комбриг, впоследствии генерал-полковник – литературный и киногерой, один из двух (наряду с журналистом Иваном Синцовым) главных протагонистов трилогии Константина Симонова «Живые и мёртвые» и экранизаций двух первых романов трилогии («Живые и мёртвые», «Солдатами не рождаются»), осуществлённых режиссёром Александром Столпером.
Хотя образ Серпилина явно является собирательным, его основным прототипом считается полковник С. Ф. Кутепов, командир 388-го стрелкового полка 172-й стрелковой дивизии. К. М. Симонов познакомился с ним летом 1941 года под Могилёвом, где бойцы 338-го полка за один день подбили четыре десятка немецких танков; очерк Симонова об этом бое «Горячий день» был напечатан в «Известиях» 20 июля 1941 года. Отдельные черты внешности, характера и судьбы комбрига Серпилина напоминают также о генералах А. В. Горбатове и И. Т. Гришине.
Образ генерала Серпилина признан высшим художественным достижением Симонова-прозаика.

## Литературная биография
Родился в Туме в семье сельского фельдшера. Отец — русский, мать — касимовская татарка, ушедшая из семьи и крестившаяся ради брака с отцом. Окончил фельдшерскую школу, в Первую мировую войну служил фельдшером в действующей армии; после революции был избран командиром батальона.
В Гражданскую войну служил заместителем командира полка, которым командовал один из его ближайших друзей Гринько, под Царицыном, встречался со Сталиным, о чём впоследствии никогда не пытался напомнить.
Женился на вдове второго своего близкого друга и сослуживца, бывшего начальника штаба полка Гринько Василия Толстикова, усыновил его сына Вадима.
В 1930-х г.г. жил в Москве (по адресу: ул. Пироговская, д. 16, кв. 4), преподавал в Академии имени М. В. Фрунзе, летом 1937 года был арестован по доносу сослуживца, полковника Баранова, четыре года провёл в заключении. Буквально перед началом Великой Отечественной войны был освобождён, восстановлен в устаревшем воинском звании комбрига и назначен командиром полка. Блестяще организовал оборудование нескольких линий обороны («Завтра посмотрите — у меня в полку двадцать километров одних окопов и ходов сообщения нарыто») и взаимодействие подразделений; полк остановил наступление противника на подступах к Могилёву, уничтожив несколько десятков немецких танков (что послужило побудительной причиной приезда в полк другого главного героя трилогии, военного журналиста Ивана Синцова, и его знакомства с Серпилиным), но в конце концов вынужден был отойти, поскольку соседи справа и слева не удержали позиций и отступили за Днепр. Выводя из окружения остатки дивизии, был тяжело ранен, вернулся на фронт только зимой, в разгар битвы за Москву, получив генеральское звание и назначение командиром дивизии.
Под Сталинградом стал начальником штаба, чуть позже — командующим армией, входившей в состав Донского фронта и наступавшей на окружённую армию Паулюса с севера, а затем принимавшей участие в битве на Курской дуге.
Погиб 3 июля 1944 года в разгар операции «Багратион» — был смертельно ранен осколком шального снаряда во время поездки в войска и умер практически на руках Ивана Синцова, ставшего летом 1944 года адъютантом командующего, так и не узнав о состоявшемся присвоении звания «генерал-полковник». По приказу И. В. Сталина похоронен «в Москве рядом с женой», а не на главной площади Могилёва, в освобождении которого его армия сыграла решающую роль, как предлагал Военный совет фронта.
Константин Симонов неоднократно рассказывал, что и в письмах, и на читательских конференциях множество раз читал и слышал, что очень большое число читателей не может простить ему нелепой гибели одного из двух главных героев любимой трилогии. Автор объяснял, что у него просто не было другого способа дать людям, не прошедшим через войну, почувствовать, эмоционально ощутить, какой ужасной была эта война и сколько горя она принесла.

## Экранное воплощение
В экранизациях романов К. М. Симонова «Живые и мёртвые» (1964) и «Солдатами не рождаются» («Возмездие», 1967), осуществлённых режиссёром Александром Столпером, глубоко драматическую роль генерала Серпилина исполнил Анатолий Папанов, до этого успевший прославиться как комедийный актёр. За эту роль он получил приз на Первом Всесоюзном кинофестивале в Ленинграде (1964), а два года спустя был удостоен первой в истории Государственной премии РСФСР в области кинематографии.
Константин Симонов чрезвычайно высоко оценил эту актёрскую работу; впоследствии он признавался, что при написании первых двух романов трилогии у него как у автора сложился вполне определённый собственный образ главного героя, но во время работы над завершающим романом цикла, «Последнее лето» (1971), он уже не мог представить себе Серпилина иным, чем его сыграл Папанов.